# Парчић (Кистање)
Парчић је насељено мјесто у Буковици, у сјеверној Далмацији. Припада општини Кистање у Шибенско-книнској жупанији, Република Хрватска. Према попису становништва из 2011. године у насељу је живело 22 становника. Према прелиминарним подацима са последњег пописа 2021. године у месту је живело само 2 становника.

## Географија
Налази се око 16 км сјеверозападно од Кистања.

## Историја
Парчић се од распада Југославије до августа 1995. године налазио у Републици Српској Крајини.

## Становништво
Према попису из 1991. године, Парчић је имао 352 становника и сви су били Срби. Према попису становништва из 2001. године, Парчић није имао становника. Парчић је према попису из 2011. године имао 22 становника, углавном Хрвата.
| Националност       | 1991. | 1981. | 1971. | 1961. |
| Срби               | 352   | 388   | 452   | 478   |
| Југословени        |       | 2     |       |       |
| Хрвати             |       |       | 1     | 8     |
| остали и непознато |       | 1     | 1     |       |
| Укупно             | 352   | 391   | 454   | 486   |

| Демографија | Демографија | Демографија |
| Година      | Становника  | Становника  |
| ----------- | ----------- | ----------- |
| 1961.       | 486         |             |
| 1971.       | 454         |             |
| 1981.       | 391         |             |
| 1991.       | 352         |             |
| 2001.       | 0           |             |
| 2011.       | 22          |             |

### Родови
У Парчићу су до 1995. године живели родови:
Православци
- Војводићи
- Вукше
- Дрче
- Иванишевићи
- Кнежевићи
- Опачићи